# 鄭判局
鄭 判局（チョン・パングク、朝鮮語: 정판국/鄭判局、1927年 - 1988年2月3日）は、大韓民国の政治家。第8代韓国国会議員。

## 経歴
全南新安出身。高麗大学校政治科3年修了、国学大学法学部卒、高麗大学校経営大学院修了。民主国民党青年局長、4Hクラブソウル市指導委員長、韓国学士会理事長、朝鮮大学校工科大学講師、全南青年協議会会長、民主共和党所属の第8代国会議員を歴任した。
政界引退後は東洋ラン連会長を務め、日本・台湾との東洋ラン交流展示会を開催するなどの文化活動を行った。1988年2月3日、持病によりソウル大病院で死去。享年61。